# Santa Leocádia de Geraz do Lima
Santa Leocádia de Geraz do Lima é uma localidade portuguesa do Município de Viana do Castelo que foi sede da extinta Freguesia de Santa Leocádia de Geraz do Lima, freguesia que tinha 7,35 km² de área e 916 habitantes (2011). A sua densidade populacional foi 124,6 hab/km².
Freguesia de Santa Leocádia de Geraz do Lima foi extinta (agregada) pela reorganização administrativa de 2012/2013, tendo o seu território sido integrado na então criada União de Freguesias de Geraz do Lima (Santa Maria, Santa Leocádia e Moreira) e Deão.

## População
| População da freguesia de Geraz do Lima (Santa Leocádia) | População da freguesia de Geraz do Lima (Santa Leocádia) | População da freguesia de Geraz do Lima (Santa Leocádia) | População da freguesia de Geraz do Lima (Santa Leocádia) | População da freguesia de Geraz do Lima (Santa Leocádia) | População da freguesia de Geraz do Lima (Santa Leocádia) | População da freguesia de Geraz do Lima (Santa Leocádia) | População da freguesia de Geraz do Lima (Santa Leocádia) | População da freguesia de Geraz do Lima (Santa Leocádia) | População da freguesia de Geraz do Lima (Santa Leocádia) | População da freguesia de Geraz do Lima (Santa Leocádia) | População da freguesia de Geraz do Lima (Santa Leocádia) | População da freguesia de Geraz do Lima (Santa Leocádia) | População da freguesia de Geraz do Lima (Santa Leocádia) | População da freguesia de Geraz do Lima (Santa Leocádia) |
| -------------------------------------------------------- | -------------------------------------------------------- | -------------------------------------------------------- | -------------------------------------------------------- | -------------------------------------------------------- | -------------------------------------------------------- | -------------------------------------------------------- | -------------------------------------------------------- | -------------------------------------------------------- | -------------------------------------------------------- | -------------------------------------------------------- | -------------------------------------------------------- | -------------------------------------------------------- | -------------------------------------------------------- | -------------------------------------------------------- |
| 1864                                                     | 1878                                                     | 1890                                                     | 1900                                                     | 1911                                                     | 1920                                                     | 1930                                                     | 1940                                                     | 1950                                                     | 1960                                                     | 1970                                                     | 1981                                                     | 1991                                                     | 2001                                                     | 2011                                                     |
| 516                                                      | 540                                                      | 582                                                      | 593                                                      | 635                                                      | 667                                                      | 666                                                      | 734                                                      | 842                                                      | 883                                                      | 1 144                                                    | 1 187                                                    | 1 016                                                    | 1 058                                                    | 916                                                      |

| Distribuição da População por Grupos Etários | Distribuição da População por Grupos Etários | Distribuição da População por Grupos Etários | Distribuição da População por Grupos Etários | Distribuição da População por Grupos Etários | Distribuição da População por Grupos Etários | Distribuição da População por Grupos Etários | Distribuição da População por Grupos Etários | Distribuição da População por Grupos Etários | Distribuição da População por Grupos Etários |
| -------------------------------------------- | -------------------------------------------- | -------------------------------------------- | -------------------------------------------- | -------------------------------------------- | -------------------------------------------- | -------------------------------------------- | -------------------------------------------- | -------------------------------------------- | -------------------------------------------- |
| Ano                                          | 0-14 Anos                                    | 15-24 Anos                                   | 25-64 Anos                                   | > 65 Anos                                    |                                              | 0-14 Anos                                    | 15-24 Anos                                   | 25-64 Anos                                   | > 65 Anos                                    |
| 2001                                         | 204                                          | 177                                          | 488                                          | 189                                          |                                              | 19,3%                                        | 16,7%                                        | 46,1%                                        | 17,9%                                        |
| 2011                                         | 147                                          | 102                                          | 454                                          | 213                                          |                                              | 16,0%                                        | 11,1%                                        | 49,6%                                        | 23,3%                                        |

## Património
- Igreja Paroquial de Santa Leocádia de Geraz do Lima
- Casa e Capela da Quinta da Bouça
- Museu de carros de cavalos